# Centerns ordförandeval 2019
Centerns ordförandeval 2019 hölls den 7 september 2019 på Centerns extra insatta partimöte i Kouvola.

## Bakgrund
Den 8 mars 2019 meddelade Finlands statsminister, tillika Centerns partiordförande, Juha Sipilä att regeringen Sipilä hade begärt att få lämna in sin avgångsansökan till president Sauli Niinistö. Det här efter att regeringens vårdreform fallit samman. Ansökan godkändes men regeringen fick sitta kvar som expeditionsregering fram till att en ny regering tillkommit efter riksdagsvalet 2019. 
I riksdagsvalet 2019 blev Centern det fjärde största partiet med 13,8% av rösterna. De förlorade cirka 200 000 röster och 7,3 procentenheter från riksdagsvalet 2015. Det var partiets sämsta valresultat på över 100 år och ledde till att Juha Sipilä meddelade sin avgång som ordförande för partiet.
I regeringsbildningen efter valet valde partiet att sitta med i regeringen Rinne där de fick fem ministerposter; näringsminister - Katri Kulmuni, försvarsminister - Antti Kaikkonen, jord- och skogsbruksminister - Jari Leppä, kultur- och vetenskapsminister - Annika Saarikko delat med Hanna Kosonen samt finansminister och vice statsminister - Mika Lintilä. 
Den 18 juni 2019 meddelade Finlands försvarsminister Antti Kaikkonen att han ställer upp i ordförandevalet.
Drygt en vecka senare, den 26 juni, meddelade även näringsminister Katri Kulmuni sin kandidatur i valet.
Senare ställde också företagaren Jari Tasanen upp i valet.

## Kandidater
| Namn            | Född                                     | Bakgrund                                                                                                 | Tillkännagivande | Ref.  | Stöd                                                               |
| --------------- | ---------------------------------------- | --- | ---------------- | ----- | ------------------------------------------------------------------ |
| Katri Kulmuni   | 4 september 1987 (32 år) Torneå, Finland | Finlands näringsminister (2019–), Centerns vice ordförande (2016–), Ledamot av Finlands riksdag (2015–). | 26 juni 2019     | [ 2 ] |                                                                    |
| Antti Kaikkonen | 14 februari 1974 (45 år) Åbo, Finland    | Finlands försvarsminister (2019–), Ledamot av Finlands riksdag (2003–).                                  | 18 juni 2019     | [ 1 ] | Statsråd: Nuvarande: - Annika Saarikko Tidigare: - Anu Vehviläinen |

### Andra kandidater
- Jari Tasanen – Företagare.[4]

### Personer som inte ställde upp
- Eeva Kalli – Ledamot av Finlands riksdag (2019–).[1]
- Antti Kurvinen – Ledamot av Finlands riksdag (2015–).[5]
- Mikko Kärnä – Ledamot av Finlands riksdag (2015–2018, 2019–).[6]
- Mika Lintilä – Finlands finansminister (2019–), Finlands vice statsminister (2019–).[7]
- Annika Saarikko – Finlands kultur- och forskningsminister (2019–).[8] (Stödde Antti Kaikkonen).[3]

### Opinionsundersökningar
| Opinionsinstitut | Period              | Urval                                                          | Urval                                                          | Antti Kaikkonen                                                | Katri Kulmuni                                                  | Jari Tasanen                                                   | Ingen/ Annan/ Obestämd                                         |
| ---------------- | ------------------- | -------------------------------------------------------------- | -------------------------------------------------------------- | -------------------------------------------------------------- | -------------------------------------------------------------- | -------------------------------------------------------------- | -------------------------------------------------------------- |
| IL               | 7 september 2019    | 264                                                            | 264                                                            | 29%                                                            | 50%                                                            | i.u.                                                           | 21%                                                            |
| HS-gallup        | 6 september 2019    | ≈1 000                                                         | ≈1 000                                                         | 21%                                                            | 25%                                                            | i.u.                                                           | 54%                                                            |
| MT-gallup        | Juli-6 augusti 2019 | 1 094                                                          | Alla:                                                          | 27%                                                            | 22%                                                            | i.u.                                                           | 51%                                                            |
| MT-gallup        | Juli-6 augusti 2019 | 1 094                                                          | C:                                                             | 41%                                                            | 40%                                                            | 2%                                                             | 17%                                                            |
| -                | 26 juni 2019        | Katri Kulmuni meddelar sin kandidatur till ordförandeposten.   | Katri Kulmuni meddelar sin kandidatur till ordförandeposten.   | Katri Kulmuni meddelar sin kandidatur till ordförandeposten.   | Katri Kulmuni meddelar sin kandidatur till ordförandeposten.   | Katri Kulmuni meddelar sin kandidatur till ordförandeposten.   | Katri Kulmuni meddelar sin kandidatur till ordförandeposten.   |
| YLE              | 24-28 juni 2019     | 89                                                             | 89                                                             | 29%                                                            | 27%                                                            | i.u.                                                           | 44%                                                            |
| -                | 18 juni 2019        | Antti Kaikkonen meddelar sin kandidatur till ordförandeposten. | Antti Kaikkonen meddelar sin kandidatur till ordförandeposten. | Antti Kaikkonen meddelar sin kandidatur till ordförandeposten. | Antti Kaikkonen meddelar sin kandidatur till ordförandeposten. | Antti Kaikkonen meddelar sin kandidatur till ordförandeposten. | Antti Kaikkonen meddelar sin kandidatur till ordförandeposten. |

## Resultat
| Centerns ordförandeval 2019 | Centerns ordförandeval 2019 | Centerns ordförandeval 2019 | Centerns ordförandeval 2019 |
| Kandidat                    | Kandidat                    | Röster                      | Andel                       |
| --------------------------- | --------------------------- | --------------------------- | --------------------------- |
|                             | Katri Kulmuni               | 1 092                       | 56,8%                       |
|                             | Antti Kaikkonen             | 829                         | 43,2%                       |
|                             | Jari Tasanen                | 0                           | 0%                          |
| Totalt                      | Totalt                      | 1 921                       | 100%                        |